# Magyar Máltai Szeretetszolgálat
A Magyar Máltai Szeretetszolgálat magyar katolikus jótékonysági hálózat, kiemelkedően közhasznú szervezet. A Szeretetszolgálat a Szuverén Máltai Lovagrend nemzetközi családjának tagja, lovagrendi felügyeletét a Magyar Máltai Lovagok Szövetségének ispotályosa látja el. Alapító elnöke Kozma Imre volt haláláig.
A szervezet itthon és a térség nagy politikai viharai közepette külföldön is segítette a rászorulókat az 1980-as évek vége óta.
Jelképe a nyolcágú máltai kereszt. Területi szervezetei 2-3 megyényi régiót fognak át. Munkáját a régió kormányzataival és társadalmi szervezeteivel partnerségben végzi.

## Története

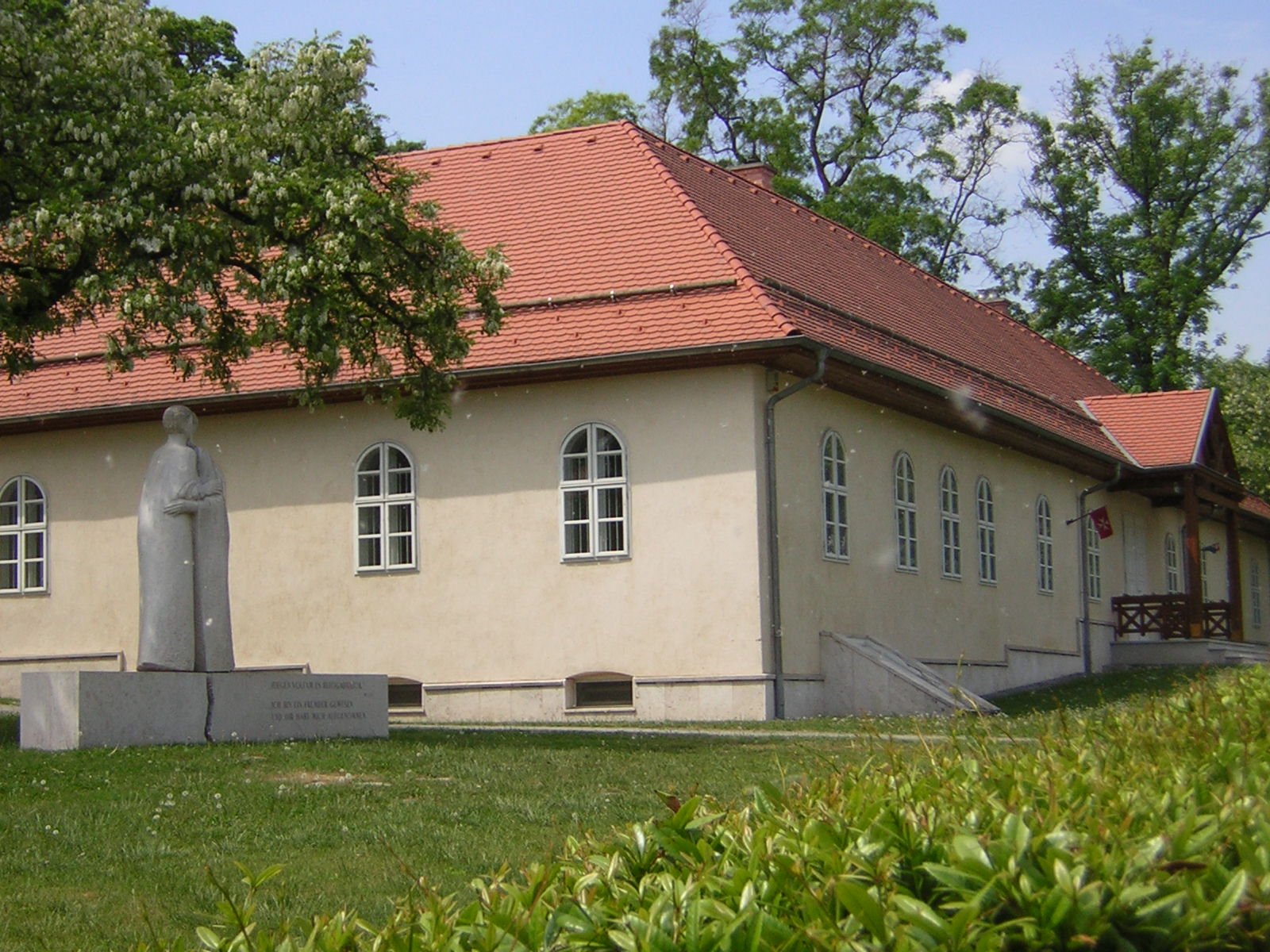
A szervezet székháza, a Laszlovszky-major főépülete Budapesten, a Zugligeti úton – a budai Erzsébet apácák korábbi vagyonrésze

1989. február 4-én alakult Magyarországon. Kezdetei 1986 tavaszára tehetők, amikor a Magyar Máltai Lovagok Szövetsége az évi lelkigyakorlatán úgy döntött, hogy szorgalmazza egy kiterjedtebb egészségügyi akció megkezdését a gyengülő magyar egészségügy javára, orvosságok és orvosi felszerelés adományozásával. Ezt követően megállapodás született az EÜM-al és a magyar egyházi hatóságokkal az akció kereteiröl, amelybe be lett vonva Kozma Imre, a Zugligeti Szent Család plébánosa. Ennek kapcsán 1987 őszén a Nyugat-Németországban élő Csilla von Boeselager báróné meglátogatta Kozma Imrét, és beszélgetésükből intenzív karitatív együttműködés kezdődött. Az 1980-as évek vége már kedvezett Magyarországon is annak, hogy jótékonysági szervezetek alakulhassanak nyíltan. A Magyar Máltai Szeretetszolgálat elődjét 1988 decemberében Németországban alapította meg báróné Csilla von Boeselager, Ungarischer Malteser Caritas-Dienst néven. Magyarországon 1989 márciusában, rögtön az új egyesületi törvény érvénybelépése után, lett bejegyezve a Magyar Máltai Szeretetszolgálat.
1989 augusztusa és novembere között a Magyar Máltai Szeretetszolgálat 50 000 keletnémet menekült ellátásáról gondoskodott a német Malteser Hilfsdienst (Máltai Segélyszolgálat) anyagi és szakmai támogatásával.
1989. december 22-én Romániában antikommunista felkelés tört ki és ekkor már nem volt elegendő az elmúlt évek gyakorlata, amikor hátizsákos fiatalok szállították át Magyarországról az adományokat és a Bibliákat: a szeretetszolgálat szervezésében teherautókkal, szervezetten indultak útjukra a segélyszállítmányok.
1991-ben a szomszédos Jugoszláviában kezdődött politikai bomlás és sok évig tartó háború. Közel hatvanezren menekültek Magyarországra. Közülük sokakat a Szeretetszolgálat munkatársai menekítettek el az életveszély elől a határokon túlról mentővel, személyautóval és autóbusszal. Mintegy két és félezer időst, csecsemőt, beteget és sebesültet láttak el maguk a máltaiak.
A szolgálat Magyarországon az 1990-es évek közepére építette ki országos szervezetét.

## Tevékenysége
Természetbeni és pénzbeni adományokat gyűjt, hogy azokat közcélokra fordítsa: közvetlenül segélyezik a rászorulókat, illetve segítik az őket ellátó intézményeket, egészségügyi, szociális, gyermekjóléti intézményeket és szolgáltatásokat alapítanak és működtetnek, lelki, szellemi programokat szerveznek a testi és mentális egészség, a szociális biztonságra törekvés, a társadalom különböző rétegeinek együttműködése elősegítésére. Intézményei a családokat, gyermekeket, időseket, hajléktalanokat látják el és segítik tanácsadással is.

### Mentőszolgálat

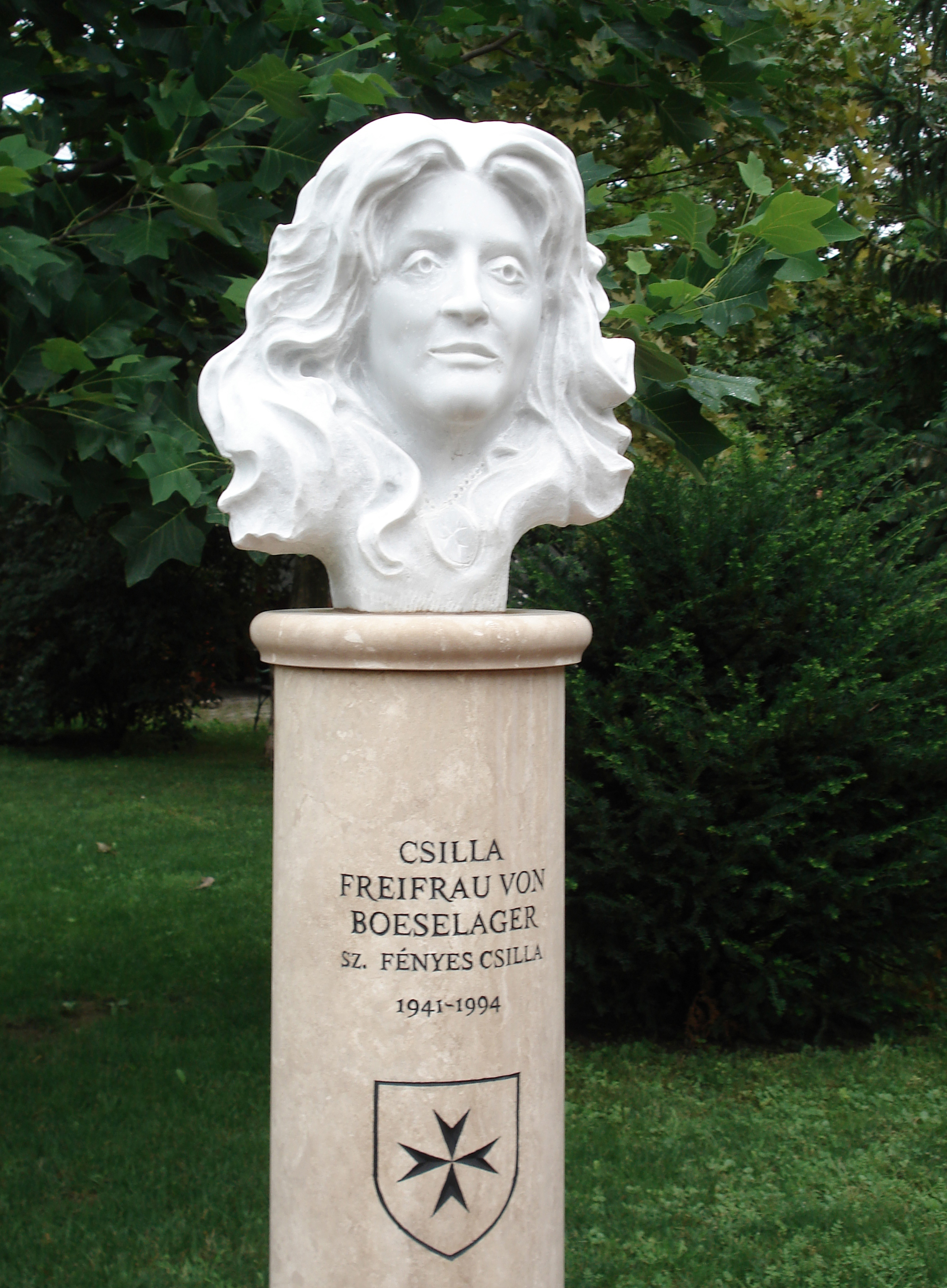
Csilla von Boeselager mellszobra

A szervezet mentőszolgálatot is fenntart. Ez eredetileg 1991 márciusában a Magyar Máltai Lovagok Szövetsége és az Országos Mentőszolgálat együttműködésével alakult egy autóval, a következő évben a Csilla von Boeselager báróné által adományozott három rohamkocsival a Szeretetszolgálat is megkezdte a mentést, majd 1993 októberében a két szolgálat egyesült és létrejött a Magyar Máltai Szeretetszolgálat Mentőszolgálata, mint nonprofit egészségügyi szervezet. Az Országos Mentőszolgálat riasztási rendjébe kapcsolódva működik. Rohamkocsi szolgálata a kezdetektől van, betegszállítást 1996-tól vállal. 2001 szeptemberétől orvos nélküli eset kocsit is fenntart.

### Jelenlét program
A Szeretetszolgálat kirekesztett közösségekben, elfeledett településeken, szegény/cigány telepeken végez segítő munkát, nyújt hiánypótló szolgáltatásokat azoknak a rászorulóknak, akik túlnyomó többsége a nem megfelelő lakás mellett súlyos munkavállalási és megélhetési gondokkal, etnikai kirekesztéssel is sújtott, társadalmi hátrányaik pedig olyan mértékűek, melyekkel önerőből, vagy a meglevő szociális támogató rendszer segítségével képtelenek megküzdeni. 
- Befogadó falu program – Hevesi kistérség, Tarnabod, Erk
- Jelenlét Program – Pécs, György telep
- Tabán Integrációs Program – Monor, Tabán telep
- Vertikális Közösségrehabilitációs Program – Veszprém, Pokoli torony
- Jelenlét Program -Tatabánya, Mésztelep, 6-os telep

### Gyerekesély program
2007-ben a „Legyen Jobb a Gyermekeknek” Nemzeti Stratégia elfogadásával induló programba 2011-ben kapcsolódott be a Szeretetszolgálat. A program célja, hogy a gyermekek jövőbeli esélyeit javítsa, segítsen kitörni a szegénység okozta élethelyzetből, lehetőséget teremtsen a gyerekek jólétének biztosítására. A teljes projekt további 2 konzorciumi partner részvételével 26 – leghátrányosabb helyzetű – kistérségben valósul meg. A Szeretetszolgálat programja ezek közül nyolc kistérségben (Abaúj-Hegyközi, Barcsi, Bodrogközi, Encsi, Fehérgyarmati, Kadarkúti, Sellyei, Vásárosnaményi) járul hozzá munkájával, – többek között Mobil Játszótereivel – a gyerekesélyek növeléséhez.

## Elismerések
A Magyar Máltai Szeretetszolgálat és vezetői több hazai és nemzetközi elismerésben részesültek karitatív tevékenységük elismeréseként.
- 1999-ben Kozma Imre atya a német Szövetségi Érdemkereszt kitüntetést vehette át a keletnémet menekültek megsegítésében végzett munkájáért.[6]
- 2013-ban Kozma Imrét a Magyar Érdemrend középkeresztjével tüntették ki humanitárius tevékenységéért.[7]
- 2017-ben a Szeretetszolgálat több munkatársa részesült a Pro Caritate díjban.[8]
- 2021-ben a Szuverén Máltai Lovagrend nemzetközi elismerésben részesítette a szervezetet a COVID–19 világjárvány alatti aktív szerepvállalásáért.[9]

## Segítői, szervezete
Alkalmazottja viszonylag kevés van, ispotályos tagjai, segítői többnyire önkéntesek. A szervezethez tartozó Magyar Máltai Szeretetszolgálat Alapítvány a Váci Máltai Szeretetkórház fenntartója. Önálló, a máltaiakhoz kötődő jogi személy a Máltai Gondoskodás Kht. (Miskolcon Ápolási Otthont és Idősek Otthonát tart fenn), a Máltai Gondviselés Háza Kht. (Pátyon Idősek Otthonát, Családközösséget, Gyermekjóléti Szolgálatot, Nevelőszülő Hálózatot, Héregen pedig Ápolási Intézetet tart fenn). A Szeretetszolgálatnak intézményei vannak még többek közt Bakonyszentlászlón, Budapesten, Esztergomban, Fertődön, Siófokon, Mátrafüreden, Mezőkövesden és számos egyéb helyen.
A fővárosi Budapesti Központon kívül kilenc vidéki nagyvárosban jöttek létre területi központjai (amelyek 138 városi és községi csoportot fognak össze). Ezek: Debrecen, Győr, Miskolc, Pécs, Kecskemét, Szeged, Székesfehérvár, Szombathely, Vác. A szervezetet az Országos Központ irányítja. „A Magyar Máltai Szeretetszolgálat közel nyolcezer önkéntese a testvéri szeretetben gyökerező szolidaritást képviseli. A hitet az életért való cselekvés mozgatójának tartja,” – írja honlapján a szolgálat.

## Nemzetközi kapcsolatok
A Magyar Máltai Szeretetszolgálat szorosan kapcsolódik a Szuverén Máltai Lovagrend világméretű segélyszervezeti hálózatához, amely több mint 120 országban van jelen.
- A szervezet társszervezete a német Malteser Hilfsdienst, amely az alapítás kezdeti időszakában jelentős anyagi és szakmai támogatást nyújtott a magyar segélyakciókhoz, különösen a keletnémet menekültek 1989-es ellátásakor.
- 1989 végétől 1990 elejéig a szervezet Romániában a forradalom utáni humanitárius válság idején is segélyszállítmányokat juttatott el a rászorulókhoz.
- Az 1990-es évek elején a Jugoszláviai háborús menekültek megsegítésében is aktívan részt vett: több ezer személyt hoztak biztonságba és láttak el Magyarországon.
- Az ukrajnai háború kitörése óta a Szeretetszolgálat több határmenti településen nyújt segítséget a menekülteknek, együttműködésben más máltai szervezetekkel.[10]
- A Szeretetszolgálat a nemzetközi Máltai Lovagrend eseményein és humanitárius koordinációs testületeiben is képviselteti magát.

## Kiadványai

### Könyvek
- Lelkiségi
  - Belon Gellért: Imádkozzál (2004)
  - Belon Gellért: Jézus lelkülete (2005)
  - Jean Vanier: A közösség (2006)
  - Carlo Caretto: Levelek a sivatagból (2007)
  - Carlo Caretto: Család, kis egyház (2008)
  - Simone Weil: Ami személyes és ami szent (2009)
  - Carlo Caretto: Kerestem és megtaláltam (2010)
  - Szabó Ferenc: Ember és világa (2011)
  - Fohászok és vallomások – A világ legszebb imái (2012)
- Szakmai
  - Cigánytelep nyolctól négyig, Dávid Naplója (2011)
  - Jelenlét – módszertanmesék a telepi munkáról (2011)
  - Idősek otthon (2006)
  - A Máltai játszótér – szociológiai tanulmányok (2002)

### Szakmai kiadványok
- Kimondható – Az MMSz Fogadó Pszichoszociális Szolgálat kiadványai
  - Internetprobléma (2011)
  - Játékprobléma (2010)
  - Gyermekrajzok (2009)
  - Drogprobléma (2008)
  - Alkoholprobléma (2007)

### Újságok
- Máltai Hírek – Az Máltai Lovagrend és a Szeretetszolgálat lapja (1996-
- Nyolcágú kereszt – A Magyar Máltai Szeretetszolgálat tájékoztatója (2011-
- Tündérkert – Az MMSz játszótereinek lapja (2001-

### Éves jelentések
- Éves beszámoló 2018
- Éves beszámoló 2017
- Éves beszámoló 2016
- Éves beszámoló 2015
- Éves beszámoló 2014
- Éves jelentés 2011
- Éves jelentés 2010
- Éves jelentés 2009